# Alois Mayer
Pour les articles homonymes, voir Mayer.
Alois Mayer, né le 3 mars 1855 à Füssen et mort le 7 octobre 1936 à Munich, est un sculpteur allemand.

## Biographie
Alois Mayer naît le 3 mars 1855 à Füssen. Il est le fils de François-Joseph et de Regina Mayer.
À partir de 1882 il vit à Munich.
À partir de 1885 environ, il est assistant dans l'atelier du professeur Wilhelm von Rümann. Il travaille également comme artiste indépendant.